# 出川克己
出川 克己（でがわ かつみ、1953年6月24日 - ）は、船橋競馬場に所属していた元調教師。息子の出川賢弘は吉田直弘厩舎の調教助手。

## 来歴・人物
千葉県船橋市出身。船橋競馬場の調教師だった出川己代造の三男である。
もともとは騎手を目指していたが、受験資格の身長の上限をオーバーしていたことから断念。競馬界には進まずに高校・大学を卒業したあとは、喫茶店の雇われマスターなどの職を転々とする生活を送っていた。その後競馬界に入ることを決意し、父の厩舎で厩務員として修業を積んだあと、1996年に厩舎を開業。翌1997年に管理馬のアブクマポーロが活躍、一気に地方競馬界の名伯楽として知られることとなった。
後述の厩舎方針により、出走回数が他の有力調教師や管理頭数に対して少ない傾向にある。地元である船橋競馬場を中心に出走させているが、激戦の南関東地区において非常に高い勝率・連対率を誇る。
2003年には南関東のリーディングトレーナーのタイトルを獲得している。
2022年3月31日付けで調教師を引退した。

## エピソード
- 長兄の出川龍一、次兄・博史ともに元調教師であることから、南関東競馬界では「出川三兄弟」として知られていた。
- 当初、競馬界に進まなかったのは「競馬界に進むだろうという周囲の目とおやじ（巳代造）への反発」が理由だったという。（本人談）
- 厩務員当時、手がけていた馬がレース中に故障して競走中止、予後不良になってしまったことがある。このときの経験から「まず故障しない馬を作ること」を厩舎運営の絶対のポリシーとしており、体調が整わない状態での出走はしない[注釈 1]ことから出走回数が少なく、一方で高い勝率や連対率を残している。
- 厩舎開業当時は厩舎運営のノウハウがまったくなかったことから、馬の管理から日々の調教メニューに至るまで、主戦騎手の石崎隆之から事細かなアドバイスを受けていた。このため東京シティ競馬中継のインタビューに対して、「騎手兼調教師が石崎さん（＝隆之）、私は馬房管理責任者です」と、冗談とも本音ともつかないコメントを残していた。

## 主な管理馬
- アブクマポーロ（帝王賞、東京大賞典、川崎記念2回、グランドチャンピオン2000、ダイオライト記念2回、東海ウインターステークスほか）
- ヒノデラスタ（東京ダービー）
- ラヴァリーフリッグ（マリーンカップ、桜花賞、東京2歳優駿牝馬、トゥインクルレディー賞、ロジータ記念ほか）
- アートブライアン（トゥインクルレディー賞、ファーストレディー賞）
- ハセノガルチ（報知グランプリカップ、TVK盃、京成盃グランドマイラーズ、ラ・フランス賞）
- ベルモントアクター（サンタアニタトロフィー、マイルグランプリ）
- ベルモントストーム（京浜盃、ニューイヤーカップ、東京シティ盃、京成盃グランドマイラーズ）
- ベルモントノーヴァ（東京シンデレラマイル、トゥインクルレディー賞、しらさぎ賞）
- ベルモントサンダー（アフター5スター賞、スパーキングサマーカップ）
- アブクマドリーム（黒潮盃、戸塚記念、東京湾カップ）
- ディアーウィッシュ（京成盃グランドマイラーズ、スパーキングサマーカップ）
- デザートレジーナ（しらさぎ賞）
- スターシップ（報知オールスターカップ、報知グランプリカップ）
- ガンマーバースト（埼玉新聞栄冠賞、勝島王冠）
- ヴァインバッハ（平和賞）
- ナイトバロン（平和賞）
- ジェネラルグラント（京浜盃、ダービーグランプリ、フジノウェーブ記念）
- オメガインベガス（報知グランプリカップ）
- アスカリーブル（ビューチフル・ドリーマーカップ）
- ダイコクファミリー（シルバーカップ）